# 10332 Дефі
10332 Дефі (10332 Defi) — астероїд головного поясу, відкритий 13 травня 1991 року.
Тіссеранів параметр щодо Юпітера — 3,369.